# プリエ姫路
プリエ姫路（PLiE HIMEJI）は、兵庫県姫路市のJR姫路駅高架下にあったショッピングセンターである。2013年4月30日にピオレ姫路へ統合された。

## 概要

### プリエ
JR姫路駅東改札口の西に位置する。若い女性をターゲットにした56前後の専門店が並ぶ。名前の由来は『上質な生活を駅から貴方へ』という意味がある『Precious Life in Eki』の頭文字から。現在のピオレ2館。
2階建てとなっており、2階にはジュンク堂書店が入居している。また1階のショッピングセンター部分の上は吹き抜けとなっている。キャッチフレーズの『堂々の吹き抜け大空間』は、このような構造から由来している。

### プリエごちそう館
- JR姫路駅東改札口の東に位置する。14前後の店舗が並ぶ[1]。現在のピオレごちそう館。

### プリエおみやげ館
- JR姫路駅中央改札口の南に位置する。20前後の店舗が並ぶ[1]。以前、同地にはステーションプラザ姫路が存在した[3]。現在のピオレおみやげ館。

## 沿革
- 2008年（平成20年）
  - 12月4日 - JR姫路駅高架下にソフトオープン[1]。
  - 12月22日 - 播但線および姫新線高架切り替えに伴いグランドオープン。
- 2011年（平成23年）3月17日 - ごちそう館・おみやげ館開業
- 2013年（平成25年）4月30日 - 新駅ビルと名称を統一し、「piole（ピオレ）姫路」に改称[4][5]。